# Statue de Lionel Messi
La statue de Lionel Messi est une sculpture à l'effigie du footballeur Lionel Messi inaugurée le 28 juin 2016 à Buenos Aires.

## Description

### Situation
La statue est située dans la promenade de la gloire,, à Costanera Sur, un quartier de Buenos Aires proche de l'estuaire du Rio de la Plata, où sont présents dix statues de grands sportifs argentins,. Les sportifs également représentés sont Diego Maradona,  Emanuel Ginóbili (basket), Guillermo Vilas (tennis), Gabriela Sabatini (tennis), Luciana Aymar (hockey), Roberto de Vicenzo (golf), Hugo Porta (rugby), Pascual Pérez (boxe), Juan Manuel Fangio (course automobile) et José Meolans (natation),.

### Matériaux
Si pour Europe 1 il s’agit d’un marbre, pour Le Figaro il s’agit d’un bronze,.

### Plaque
Quelques éléments du palmarès de Lionel Messi sont inscrits en espagnol et en lettres capitales sur la plaque faisant face à la statue :
« Lionel Messi
-  Máximo goleador de la selección argentina. »

« Lionel Messi
- Gagnant de 5 Ballons d'or.
- Meilleur buteur toutes compétitions confondues en un an (96 buts en 2012).
- Meilleur buteur de l'histoire de la Primera Division.
- Meilleur buteur de la Ligue des champions.
- Médaille d'or des Jeux Olympiques 2008.
- Meilleur buteur de l'équipe d’Argentine. »

— Traduction libre

## Historique
La statue est inaugurée le 28 juin 2016 à Buenos Aires en présence du maire de la ville, Horacio Rodriguez Larreta,. Ce dernier fait de cette statue un geste envers Lionel Messi, afin que ce dernier revienne sur sa décision de ne pas poursuivre sa carrière en équipe d’Argentine de football prise à la suite de sa défaite contre l’équipe du Chili en finale de la Copa América 2016,.
La statue est vandalisée une première fois en janvier 2017,,,,,,,,, puis une deuxième en décembre 2017,, ainsi qu’en 2018.
Le 9 décembre 2022, la statue est finalement volée tandis que l’équipe d’Argentine de football dispute la coupe du monde 2022,.